# Lli (teixit)

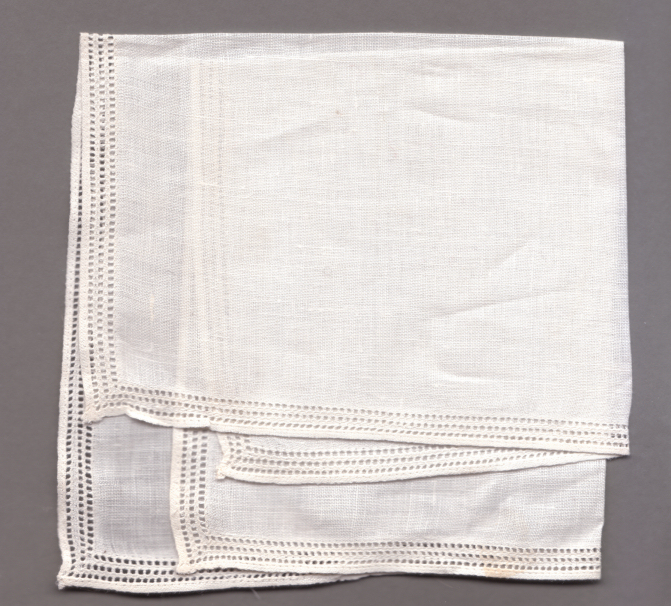
Mocador de lli

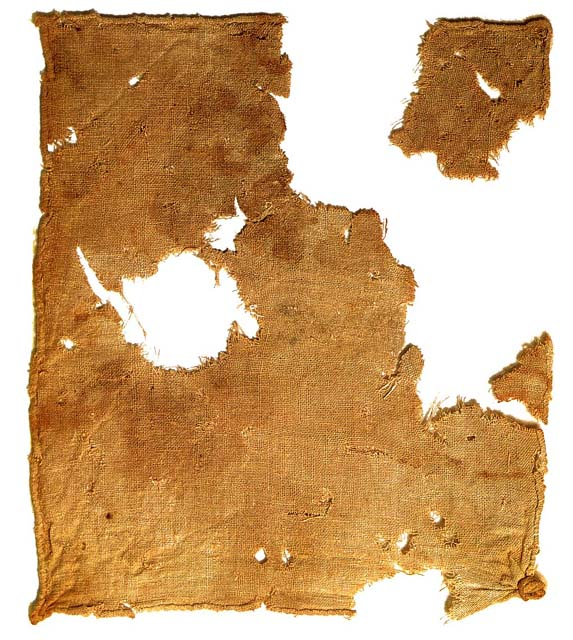
roba de tela de lli trobada a Qumran.

El  lli, tela de lli  o teixit de lli  és una tela teixida a partir del lli cultivat.

## Història
Sembla que aquest és un dels cultius més antics de fibra tèxtil i hi ha petjades de la seu de fa 5.000 anys a l'Àsia Menor, que tendeix a fer suposar que es tracta del seu origen. Va ser introduït a Europa fa 2.000 anys. No obstant això, segons un recent descobriment, els més antics rastres de la costura del lli es remunten a fa més de 36.000 anys, a la Geòrgia occidental.
Els babilonis i egipcis usaven cordes de lli. Les tires que envolten les mòmies dels faraons es van fer també de lli. Calia gairebé un quilòmetre de fil per momificar un adult.
En època romana les veles dels vaixells es feien de lli.

## Característiques
Es tracta d'una fibra vegetal amb un cultiu que necessita fertilitzants i pesticides.
La seva qualitat de fibra natural en fa un teixit hipoalergènic i li dona la propietat de ser un bon regulador tèrmic (aïllament l'hivern, transpirable l'estiu).

## Fabricació

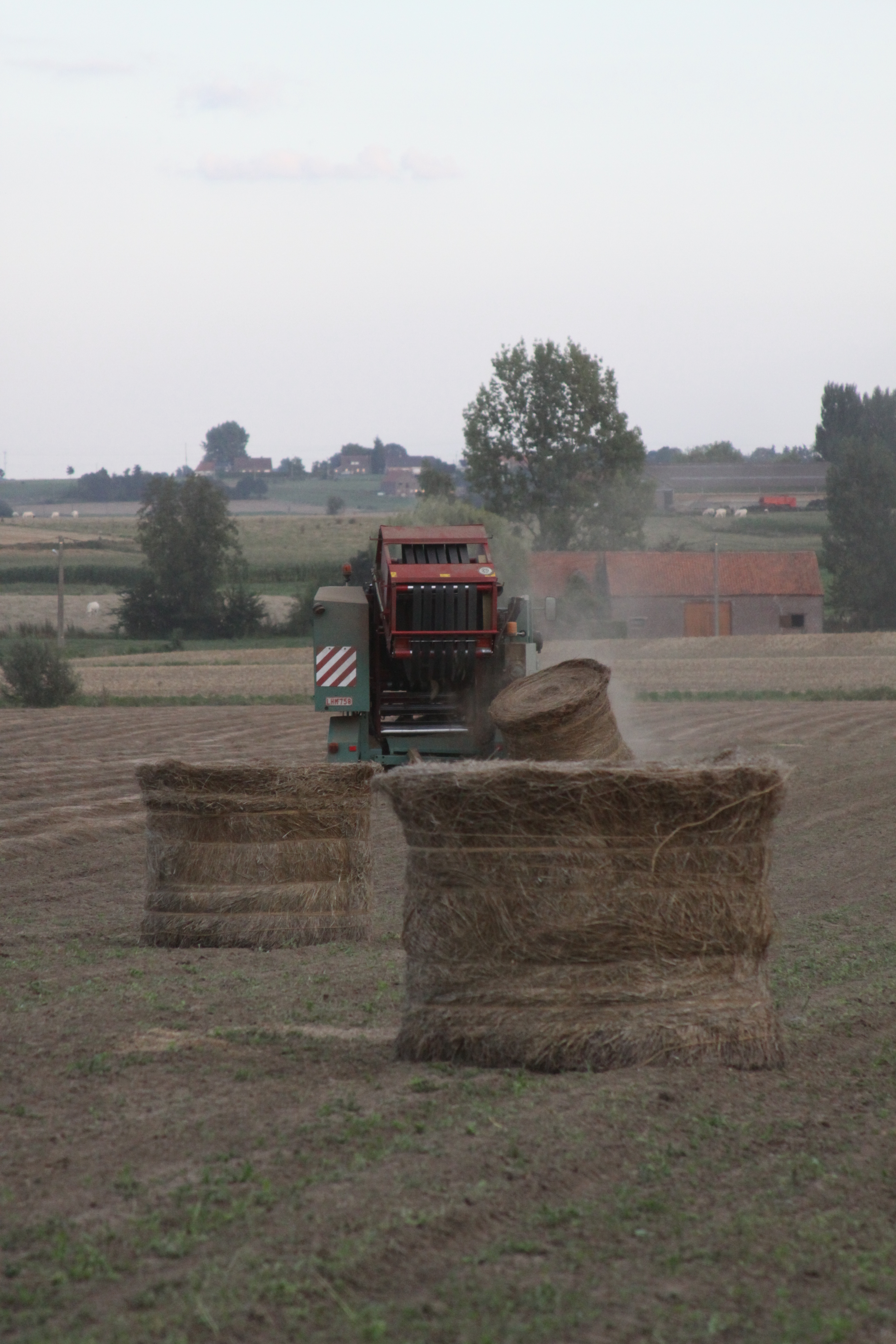
Sega i collita mecàniques de lli a Bèlgica, l'estiu de 2009.

Aquest teixit s'obté mitjançant la maceració de les tiges del cultiu del lli enterrades sota l'acció del temps, per tal d'extreure'n fibres tèxtils. Aquestes fibres es raspen i molen per treure'n la part llenyosa (espadilles) i finalment es pentinen de manera que es puguin filar i després es teixeixen per formar una tela.
França és el país líder a Europa en el cultiu del lli, sobretot a Picardia, Normandia, Bretanya i al Pas-de-Calais. També se'n fa a Flandes.
Una part important de la producció es realitza a l'est d'Europa, però encara hi ha una producció d'alta qualitat localitzada a Irlanda, Itàlia i Bèlgica.
S'han desenvolupat tècniques de processament que són respectuoses amb el medi ambient i no produeixen productes de rebuig, sinó productes derivats com pasta de paper palla, de llavors i oli de llinosa, etc.
Gràcies als nous tractaments com l'acabat easy care incloent els suavitzants, el lli manté les seves qualitats amb el temps, no es deforma i no fa borrim o borrissol.
Avui en dia, aquesta tela s'utilitza per a la confecció de vestits, roba de la llar o tapisseria.